# Investitur
Investitur (fra latin investire = "klæde på", heraf "indsætte") er den højtididelige indsættelse af en person i et kirkeligt eller verdsligt embede eller ved overdragelse af ejendom i form af len fra en lensherre til en vasal. Den højtidelige indsættelse har ofte form af en ceremoni med symbolske indslag, hvor den der indsættes kan overgives insignier, autoritets- og værdighedstegn knyttet til den position vedkommende får. Ceremonien kan også indeholde forskellige former for edsaflæggelser.
I 1000-tallet hævdede pavemagten, at paven havde eneretten til at indsætte embedsmænd i gejstlige embeder. Kravet medførte en vis uro blandt verdslige fyrster, specielt i Det Tysk-Romerske Rige, hvor kejseren hidtil havde udnævnt biskopper til embeder pga. det tyske feudalsamfunds opbygning. Konflikten har fået navnet investiturstriden.